# QUaD

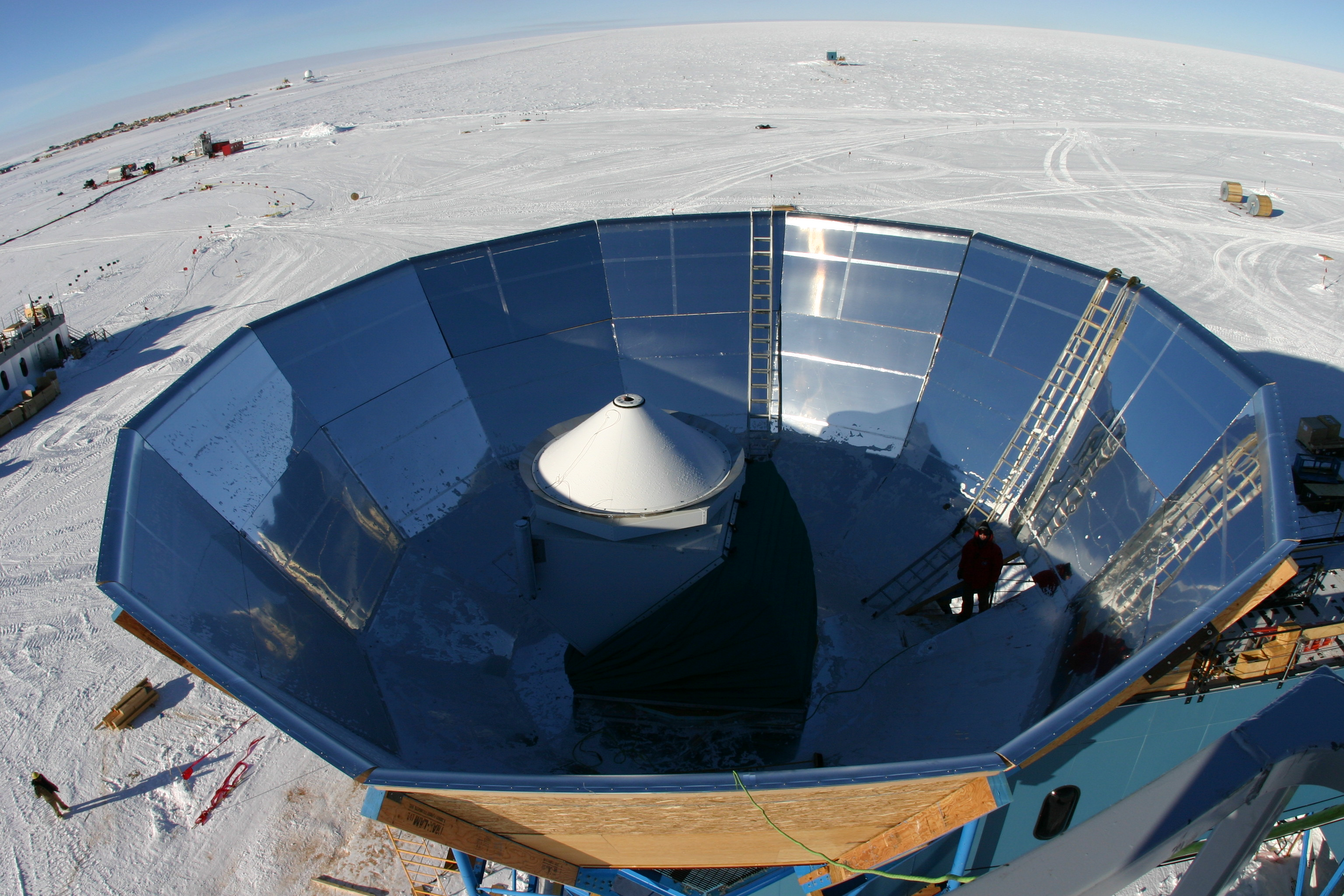
Fotografia del telescopio QUaD ripresa da una gru sopra il telescopio

QUaD (dall'inglese QUEST at DASI) è un esperimento da terra, in Antartide, per misurare la polarizzazione della radiazione cosmica di fondo (CMB).
QUEST (Q and U Extragalactic Sub-mm Telescope) era il nome originale attribuito al ricevitore bolometrico, mentre DASI è il nome di un famoso esperimento interferometrico sulla polarizzazione della CMB. QUaD usa la stessa meccanica di DASI ma è stato sostituito l'array di interferometro di DASI con un ricevitore bolometrico al termine di un sistema ottico cassegrain.